# Альянс цивілізацій
Альянс цивілізацій — міжнародна організація, створена з ініціативи, запропонованої прем'єр-міністром Іспанії  Хосе Луїсом Родрігесом Сапатеро 21 вересня 2004 року на 59-й Генеральній Асамблеї  Організації Об'єднаних Націй і підтриманої прем'єр-міністром Туреччини  Реджепом Таїпом Ердоганом. Мета ініціативи — активізація міжнародних дій проти екстремізму за допомогою налагодження міжнаціонального, міжкультурного та міжрелігійного діалогу та взаємодії. Альянс звертає особливу увагу на зменшення тертя між західним та ісламським світами.

## Початок
Взаємна недовіра, страх і нерозуміння між ісламським і західним суспільствами збільшувалися з початку нового тисячоліття. Підвищена нестабільність співіснування цих груп людей з різними світоглядами використовується екстремістами по всьому світу. Крайня форма цього — жорстокі акти тероризма. На думку багатьох політичних лідерів, повинні бути зроблені зусилля для знаходження спільних рис між різними етнічними і релігійними групами, на основі толерантності, розуміння і поваги до фундаментальних цінностей і моральних підвалин кожної групи. У спробі придушити екстремізм може бути створена загальна коаліція для досягнення мирного співіснування різних спільнот в усьому світі, і, таким чином, підтримки міжнародної стабільності.

### Пропозиція
Ініціатива «Альянс цивілізацій» (АЦ) була запропонована прем'єр-міністром Іспанії Хосе Луїсом Родрігесом Сапатеро на 59-й Генеральній Асамблеї ООН 21 вересня 2004 року. Вона була підтримана турецьким прем'єр-міністром Реджепом Таїпом Ердоганом. Метою ініціативи було створення до кінця 2006 р. здійсненних в обмежені терміни пропозицій, для їх прийняття державами-членами ООН.

### Підготовча робота
Для виконання завдання ініціативи, Генеральний секретар ООН Кофі Аннан створив Групу високого рівня (ГВР) в складі двадцяти видних діячів політики, освіти, громадянського суспільства, релігії і ЗМІ. Було представлено широкий круг релігій і культур. Серед членів були колишній президент Ірану Мохаммад Хатамі, який раніше запропонував ініціативу Діалог цивілізацій, Нобелівський Лауреат з ПАР Архієпископ Десмонд Туту, професор Пань Гуан, який удостоївся пам'ятної медалі  300 років Санкт-Петербургу за вклад в розвиток російсько-китайських відносин, і Артур Шнайєр, засновник і президент фонду  Поклик сумління, нагороджений президентською Медаллю Громадян. ГВР збиралася п'ять разів між листопадом 2005 року і листопадом 2006 року, і підготувала доповідь, що фокусує увагу на відносинах між західним та ісламським спільнотами.
Перші збори ГВР АЦ відбулися в Іспанії в листопаді 2005 року. Другі збори було проведено 23-27 лютого 2006 року в столиці Катара  Досі, з програмою, націленої на подолання  «карикатурного» конфлікту між західною і ісламською цивілізаціями. Треті збори відбулися 28-30 травня 2006 року в Дакарі, столиці Сенегала. На заключних зборах в листопаді 2006 року в Стамбулі члени ГВР передали Кофі Аннану і прем'єр-міністрам Іспанії та Туреччини Хосе Луїсу Родрігесу Сапатеро і Реджепу Таїпу Ердогану підсумкову доповідь. Вона містила рекомендації та практичні рішення щодо того, як західний і мусульманський світи можуть подолати нерозуміння і непорозуміння між ними. Згідно з доповіддю саме «політика, а не релігія, — корінь зростаючого поділу Ісламу і Заходу», незважаючи на те, що велика увага зосереджена на релігії.

### Доповідь ГВР
Підсумкова доповідь ГВР 2006-го року було розділено на дві частини. Перша частина представляла аналіз глобальної ситуації і стан відносин між ісламським і західним суспільствами. Вона завершувалася переліком загальних політичних рекомендацій, що показують впевненість ГВР в тому, що певні політичні кроки — необхідна умова для будь-яких значних і довгострокових поліпшень у відносинах між ісламським і західним світами.
Друга частина звіту відбила думку ГВР, що напруга між культурами вийшла за межі політичного рівня в серця і уми населення. Щоб протидіяти цій тенденції, Група представила рекомендації в кожній з чотирьох тематичних областей: освіту, молодь, міграція і ЗМІ. Доповідь завершувалася переліком пропозицій по втіленню в життя даних рекомендацій.
Ключове питання, виділене АЦ — Ізраїльсько-Палестинський конфлікт, рішення якого має найбільшу важливість.
Також в доповіді викладено рекомендації по боротьбі з ексклюзивізмом і екстремізмом, де «ексклюзивізм» визначено як «ті, хто підживлюються неприйняттям і оголошують себе єдиними носіями істини». Таким чином, релігійні групи, які наполягають на одній конкретній істині, аж до виключення інших релігійних доктрин, АЦ вважає небажаними. Крім того, доповідь вказує три основні глобальні групи в цій проблемі як три монотеїстичні релігії.

## Структура і управління
Високий представник «Альянсу цивілізацій» — титул основної керівної посади АЦ, яка виконує функції політичного координатора та головного спікера, а також радиться безпосередньо з Генеральним секретарем ООН. У квітні 2007 року Генеральний секретар ООН Пан Гі Мун призначив на цей пост Жоржу Сампаї, колишнього Президента Португалії.
Секретаріат «Альянсу цивілізацій» надає допомогу Високому представнику і виконує розвиваючі функцій АЦ. Офіси Альянсу розташовуються в штаб-квартирі ООН в Нью-Йорку.

## Поточна діяльність

### План дій
У травні 2007 року АЦ випустила «План дій на 2007—2009 рр.», побудований на тому, що діяльність АЦ не замінюватиме або відтворювати будь-які з існуючих планів або політичних напрямків. Навпаки, АЦ буде виконувати свої завдання переважно через партнерські зв'язки між різними вже існуючими групами, а також через проекти в сферах молоді, освіти, ЗМІ та міграції.
Ядро документа складається з двох частин. Перша частина, безпосередньо спирається на доповідь ГВР 2006 року, описує стратегічну і структурну основу АЦ. Включено плани по організації щорічного форуму Альянсу цивілізацій, який проводиться в різних місцях, а також «Групи друзів», що складається з представників держав і міжнародних організацій, а також послів в АЦ, що призначаються Генеральним секретарем ООН. Фінансування буде здійснюватися на основі добровільного цільового фонду за підтримки різних міжнародних організацій.
Друга частина плану закликає до дій по формуванню офісу Секретаріату до літа 2007 року, і реалізації директив, позначених в першій частині документа. Середньостроковий перегляд плану дій намічений на 2008 рік. Перший список повноважних представників буде представлений до кінця 2007 року, а перший щорічний форум АЦ пройде 15-16 січня 2008 року в Іспанії, і буде присвячений молоді. АЦ створить механізм швидкого реагування в сфері мас-медіа для втручання в ескалації напруженості в світі.
Плани обговорювалися з Генеральним секретарем ООН Пан Гі Муном 14 червня 2007 року.
24 червня в Нью-Йорку на святкуванні 800-ї річниці дня народження мусульманського поета XIII століття  Джалаледдіна Румі Пан Гі Мун виступив з промовою, в якій захоплювався заповітами поета, співзвучними з цілями АЦ.

### Форум 2008 року
Перший форум Альянсу цивілізацій був проведений 15-16 січня 2008 року в столиці Іспанії, Мадриді. Його відвідали понад 900 учасників від 89 офіційних делегацій з 78 країн.
Серед результатів було оголошення ряду ініціатив, що стосуються медійних, освітніх та інших програм для просування цілей АЦ в різних країнах, підписання Меморандуму порозуміння з ЮНЕСКО,  Лігою арабських держав,  Ісламською організацією з питань освіти, науки і культури (ІСЕСКО),  Арабською організацією з освіти, культури та науки (АЛЕКСО) і «Об'єднані міста і місцеві уряди» (UCLG), а також Листи про наміри з  Радою Європи.

### Форум 2009 року
Другий форум Альянсу цивілізацій пройшов в 6-7 квітня 2009 року в столиці Туреччини, Стамбулі.
Президент США,  Барак Обама, який відвідував в той день Стамбул, спочатку повинен був відвідати другий день зборів, але замість цього відвідав з несподіваним візитом військові частини США в Іраку.

## Визнання
Альянс був представлений до нагороди «Діалог цивілізацій», яку було вручено прем'єр-міністру Іспанії Хосе Луїсу Родрігесу Сапатеро і прем'єр-міністру Туреччини Реджепу Таїпу Ердогану фондом Румі і Дослідницьким центром світу і безпеки університету Джорджтауна.

## Ресурси Інтернету
- Офіційний сайт — Alliance of Civilizations [Архівовано 18 листопада 2006 у Wayback Machine.]
- Офіційна сторінка — Звіт Групи високого рівня [Архівовано 15 травня 2022 у Wayback Machine.]
- Офіційна турецька сторінка — Medeniyetler İttifakı
- Прес-реліз ООН про АЦ (14 липня 2005 року) [Архівовано 4 листопада 2012 у Wayback Machine.]